# Ісохристи
Ісохристи (грец. ίσόχρισται від грец. ἴσος — «рівний, однаковий, такий самий» + грец. Χριστός — «Христос») — назва маловідомої секти, що існувала в VI столітті і засуджена Другим Константинопольським собором (553).
Цю секту заснували ті хто відколовся від Великої Лаври святого Сави, ченці під проводом орігеніста Нонна.
Ісохристи вчили, що апостоли рівні Ісусу Христу (звідси назва секти — ϊσος Χρίστω) і що при апокатастасисі всі повстануть в однаковому стані рівному Христу.